# Sahuayo de Morelos
Sahuayo de Morelos es una ciudad del estado de Michoacán de Ocampo, mismo que se ubica en el centro-occidente de México. Reconocida por Pedro Infante como «la médula de la hembra mexicana», es la cabecera del municipio de Sahuayo. Su nombre proviene del náhuatl tzacuatlayotl, que significa ‘vasija con forma de tortuga’; concretamente viene de la unión de las palabras tzacuatl ‘vasija’ y ayotl ‘tortuga’.
Es la ciudad natal de la actriz y bailarina Lilia Prado (1928-2006) y del militar cristero, mártir y santo mexicano José Sánchez del Río (1913-1928).

## Ubicación
Sahuayo está situada a 20°04' de latitud norte y 102°43' de longitud oeste, con una elevación sobre el nivel del mar de 1575 metros. Se encuentra a 210 km de la capital del estado, Morelia, y a 147 km de la ciudad de Guadalajara. Asimismo, se localiza a 16 km de la Laguna de Chapala, a 20 km de Petatán, localidad de Cojumatlán de Régules, y del Santuario del pelícano blanco, al que los lugareños llaman borregones, así como del sitio petroglifos en Puerto León; a 70 km del Lago de Camécuaro; y a 45 minutos de Mazamitla.
Su situación geográfica es privilegiada para el desarrollo de la industria y el comercio, así como para el turismo. Su cercanía con ciudades como Morelia y Guadalajara se refuerza con su proximidad con uno de los puertos más importante del Pacífico mexicano en cuanto al movimiento de carga en contenedores, Manzanillo, así como con ciudades como Zamora, La Piedad, Irapuato, León, Guanajuato y Aguascalientes. Está en medio de un importante enclave carretero que lo comunica con la Ciudad de México.

## Historia
En 1524, las zonas de Sahuayo y las vecinas tierras bajas y cenagosas de Caroh, Guarachan, Pajacuarán, Chaparaco y Jacona, fueron dadas en encomienda por Hernán Cortés a Juan de Albornoz, pero dejando a Gonzalo de Sandoval su administración. No obstante, en 1526, Hernán Cortés, a su regreso de Honduras y habiéndole ido mal, decidió quitarle la encomienda a Juan de Albornoz.
En 1528, Acucecarit, ante Alonso de Estrada, manifestó que los sahuayenses no estaban dispuestos servir a los españoles. 
Como tal la fundación de Sahuayo se remonta a 1530, tras la conquista por los españoles, encabezados por Nuño de Guzmán. Desde 1540 la localidad dependendía eclesiásticamente de la ciudad de Jiquilpan. En 1545 se acentuó la expansión española y el despojo a las comunidades indígenas, y el acarreo de cabezas de ganado. Diez años después, la localidad pertenecería a Jacona. En 1567 el Marqués de Folces repartió la región de Sahuayo para estancias ganaderas de españoles. Ese mismo año se desbordó el lago de Chapala y hubo un gran temblor de tierra. En 1570 Sahuayo pasó a formar parte de la parroquia de Ixtlán.
En 1643 el zamorano Pedro de Salada legalizó sus despojos de tierras y se estableció legalmente la hacienda de Guaracha.
El 13 de abril de 1891 la localidad fue elevada al rango de «Villa» con el nombre de «Sahuayo de Porfirio Díaz». En 1930 repuntó su crecimiento económico. Será hasta el 28 de noviembre de 1952 que se le otorgue el título de «Ciudad». Ese mismo día pero de 1967 se le cambió el nombre a «Sahuayo de Morelos»
El 20 de noviembre de 2005 se beatificó en Guadalajara al joven mártir católico sahuayense José Sánchez del Río, siendo canonizado en Roma el 16 de octubre de 2016.

### Lago de Chapala
La cercanía de Sahuayo con la laguna de Chapala le otorga muchos beneficios ambientales. Es el cuerpo de agua más grande de México; embalse natural de Jalisco, y el tercero en América Latina por su tamaño, solo después del lago Titicaca en América del Sur y el lago Nicaragua en Centroamérica.
Antes de la reducción, que concedió Porfirio Díaz a don Manuel Cuesta Gallardo, y con la excusa de abrir nuevas tierras al arado, la laguna medía más de 100 kilómetros de oriente a poniente, y unos 30 km en su parte más ancha. Su extensión era de 2350 km² aproximadamente. Hoy alcanza los 1740 km². Su capacidad de almacenamiento es de 8 mil millones de metros cúbicos de agua. Se sabe que fueron muchos los sahuayenses que trabajaron en la construcción y relleno del bordo, que robó hectáreas de agua a la laguna. A la construcción del bordo se le llamó «La Tamada», que no fue otra cosa que la extracción de tierra del fondo del lago y permanente acarreo de piedras en carretones tirados por bueyes, trabajo por el que los peones recibieron dos pesos por jornal, ocho veces mayores que los acostumbrados en la zona y época. Cabe destacar que el bordo dejó libre de inundaciones las tierras laborables también sahuayenses, posibilitando la siembra de maíz, trigo y garbanzo.
Muchas leyendas han corrido en torno a quienes fueron beneficiados con La Tamada, y se nombran a don Tomás Sánchez, don Amador Amezcua, don Diego Moreno, y familias como los Arregui, los Ramírez, José Miguel Gálvez A., los Barragán, los García, los Núñez, los Arceo, los Magallón, los Montes, los Pérez y los Espinoza.

## Demografía
La ciudad de Sahuayo de Morelos cuenta según datos del XIV Censo General de Población y Vivienda del Instituto Nacional de Estadística y Geografía (INEGI) en 2020 con un población de 70 042 habitantes, por lo que es la 9.ª ciudad más poblada de Michoacán y la 2.ª ciudad más poblada e importante de la Región Lerma-Chapala, solo por debajo de la ciudad de Zamora de Hidalgo. 
| Gráfica de evolución demográfica de Sahuayo de Morelos entre 1900 y 2020                          |
|                                                                                                   |
| Población de los censos del Instituto Nacional de Estadística y Geografía (INEGI) de 1900 a 2020. |

## Patrimonio histórico
Como parte de su infraestructura religiosa se encuentra la Parroquia de Santiago Apóstol, el Santuario de Nuestra Señora de Guadalupe, la Iglesia del Sagrado Corazón y su red de catacumbas. 
Cuenta con una Casa de Cultura en la que enseñan canto, baile folclórico, guitarra, pintura con gis pastel, colores, acrílicos, óleo, etc. En su plaza principal se hayan esculturas de Miguel Hidalgo y un Tlahualil. 
En la ciudad se halla la explanada de Cristo Rey, donde se encuentra un Viacrucis de mosaico veneciano elaborado por el pintor sahuayense Luis Sahagún, y la escultura de Cristo Rey, obra de Adolfo Cisneros, que vigila desde lo alto la Ciénega de Chapala. También se encuentra un mural pictórico de la Calle Constitución, diseñado por la Arquitecta Andrea Zepeda, donde se expresa gráficamente la historia y tradiciones de Sahuayo y la región.

## Fiestas

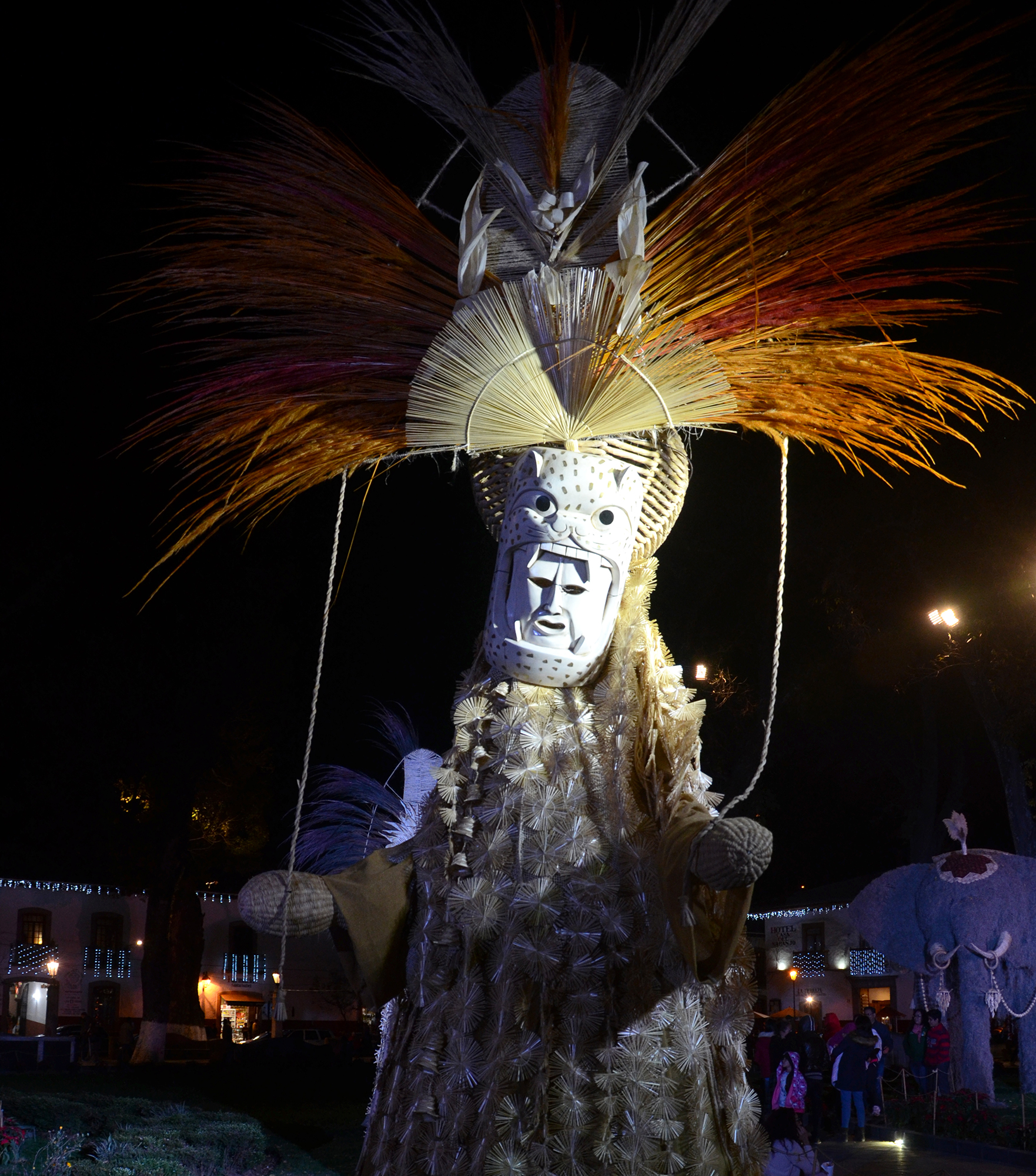
Tlahuelil de Sahuayo.

El 14 de septiembre tiene lugar la fiesta de las guares y los guache. Dentro de la festividad de diciembre se celebran los Juegos Florales Sahuayenses, máximo reconocimiento de la literatura local y se otorga el Premio Sahuayo de Literatura.
En julio empieza la celebración al Apóstol Santiago, en Sahuayo, conocido como «El Patrón Santiago». Una celebración en la que se representan a los Tlahualiles («guerreros vencidos»), guerreros nahuas de grandes máscaras coloridas, que recorren la mayoría de calles de la ciudad, junto con la estatua de Apóstol Santiago.
La danza de los Tlahualiles es una representación de la masacre que ocurrió debido a la evangelización de la zona encabezada por Nuño de Guzmán utilizando como icono la imagen de Santiago el Mayor, que data del 1530 (pero como tradición la fecha más antigua datable es del 14 de marzo de 1717) la cual ha ido pasando de generación en generación a través de sus representaciones. Según el contenido señalado por algunos investigadores y el sentimiento de los tlahualiles entrevistados, la danza ha tergiversado su simbolismo original, transformándose en un carnaval alegre que ignora el trasfondo sangriento del origen de la festividad. Sin embargo, las personas que participan aun consideran la fe y la tradición como el principal soporte para su participación. Las cuales, en la actualidad, han traspasado fronteras llevando a este municipio al conocimiento de muchas comunidades aledañas.
Los grupos de tlahualiles son agrupaciones formadas por familias, amigos o incluso entre vecinos que continúan con la tradición de cada año, de acompañar al Apóstol Santiago, generación tras generación, pasando la estafeta a los más pequeños, que en un futuro serán los líderes del grupo en que ahora son iniciados. Dada grupo tiene su nombre, dando este un cambio hacia la proyección esperada.

## Hermanamientos
La ciudad de Sahuayo de Morelos está hermanada con las siguientes ciudades:
- Lancaster, Estados Unidos.[8]
- Habana del Este, Cuba (2003)[9]
- Santa Ana, Estados Unidos.[10][11]
- Santa Clara, Cuba.[12]